# Svarten (Trehörna socken, Östergötland)
Svarten är en sjö i Ödeshögs kommun i Östergötland och ingår i Motala ströms huvudavrinningsområde. Sjön är 11 meter djup, har en yta på 0,489 kvadratkilometer och befinner sig 179 meter över havet.

## Delavrinningsområde
Svarten ingår i det delavrinningsområde (644981-144279) som SMHI kallar för Utloppet av Hallångssjön. Medelhöjden är 194 meter över havet och ytan är 49,35 kvadratkilometer. Det finns inga avrinningsområden uppströms utan avrinningsområdet är högsta punkten. Lillån som avvattnar avrinningsområdet har biflödesordning 3, vilket innebär att vattnet flödar genom totalt 3 vattendrag innan det når havet efter 156 kilometer. Avrinningsområdet består mestadels av skog (79 procent). Avrinningsområdet har 3,07 kvadratkilometer vattenytor vilket ger det en sjöprocent på 6,2 procent. Bebyggelsen i området täcker en yta av 0,32 kvadratkilometer eller 1 procent av avrinningsområdet.